# 美的現実主義
美的現実主義（びてきげんじつしゅぎ、英語: Aesthetic Realism）とは、アメリカの詩人、批評家であるイーライ・シーゲル（Eli Siegel 1902-1978）によって1941年に始まった哲学である。

## 解説
彼の定義によると、その哲学は3つの部分からなる：世界を好むこと、対立、そして軽蔑である。
美的現実主義が他の哲学と異なるのは、その人の世界全体に対する態度が人生において最も重要なものであり、恋愛、仕事、他人を含むあらゆるものの見方に影響を与えるものであるとする点にある。この立場によると、例えば人種差別は自分とは異なるものを軽蔑したいという欲求から始まると考えられる。
この哲学は主に、ニューヨークのソーホーにある機関、美的現実主義財団（the Aesthetic Realism Foundation）で教えられている。1980年代、財団は、美的リアリズム研究が同性愛から異性愛へと移行したという論争に直面した。そのため1990年に同財団は、このテーマに関する発表や相談を中止した。

## 哲学
イーライ・シーゲルは、美的現実主義の哲学を3つの部分からなる学問として説明した。
「ひとつは、人間の最も偉大で深い欲望は、世界を素直に好きになることである。二つ目は、世界を素直に好きになるための一つの方法は、自分自身の征服としてではなく、世界を相反するものの美的一体として見ることである。そして三つ目は、人間の最大の危険や誘惑は、自分ではないものを小さくすることから、誤った重要性や栄光を得ることである。さらに簡潔に言えば、これら3つの区分は次のように説明できる。世界を好むこと、対立、軽蔑である」

## 主な書籍
美的現実主義の哲学的基礎は、シーゲルによる2つの主要な書籍によって体系的に示された。ひとつは『Self and World』：An Explanation of Aesthetic Realism であり、1941年から1943年にかけて執筆された。精神医学、経済学、美学、自己対立における美学的方法、などを説明する各章は1946年に印刷され、最終的に全文は1981年に出版された。またそれは日常生活や心の理解にどのように応用できるかという観点から哲学を紹介しており、精神医学の美学的意味、愛と現実、子ども、自己の組織化、などの章がある（NY: Definition Press）。
第二の書籍である『Definitions, and Comments』は1945年に完成した『Description of the World』より、「存在」「幸福」「力」「成功」「現実」「関係」など134の用語を定義している。各用語について1文の定義が与えられ、その後に長い説明が続く。この作品は1978年から9年にかけて、雑誌『美的現実主義の知られる権利』に連載された。

## 美的現実主義財団

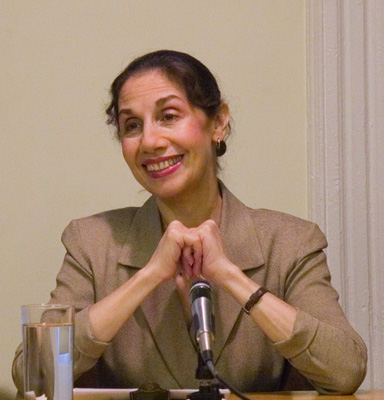
エレン・ライス財団理事長

### 劇団美的リアリズム（Aesthetic Realism Theatre Company）

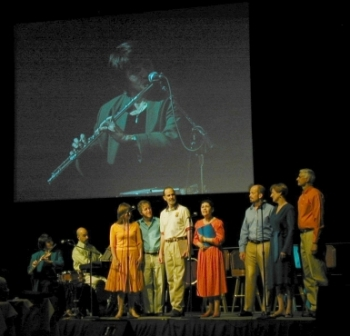
劇団美的リアリズム公演『倫理は力だ！-労働についての歌』（2006年）

2009年10月21日、ワシントンDCでジェームズ・E・クライバーン下院議員による挨拶が行われた。